# Aleksandr Potresov
Aleksandr Nikolaevitch Potresov (em russo: Александр Николаевич Потресов) (1 de setembro de 1869, Moscovo - 11 de julho de 1934, Paris) foi um revolucionário russo e um dirigente menchevique. É considerado como um dos fundadores da social-democracia russa, junto com Georgi Plekhanov, Pavel Akselrod e Vera Zasulitch.
Com eles e com Lenin e Julius Martov fundou em 1901 o jornal revolucionário Iskra (Искра). Porém, durante a Guerra Civil Russa, criticou os mencheviques que se opunham a fazer parte de uma resistência ativa contra os bolcheviques, sob o pretexto de que isso significava o regresso ao poder de elementos reacionários.

## Outros artigos
- Revolução de Outubro
- Iskra